# Bephratoides consobrinus
Bephratoides consobrinus är en stekelart som först beskrevs av Girault 1913.  Bephratoides consobrinus ingår i släktet Bephratoides och familjen kragglanssteklar. Inga underarter finns listade.